# Krapanj (wieś)
Krapanj – wieś w Chorwacji, w żupanii szybenicko-knińskiej, w mieście Szybenik. W 2011 roku liczyła 170 mieszkańców.